# Rio Foltea
O Rio Foltea é um rio da Romênia, afluente do Râul Mic, localizado no distrito de Sibiu.